# Eupelmus fasciiventris
Eupelmus fasciiventris är en stekelart som beskrevs av Cameron 1884. Eupelmus fasciiventris ingår i släktet Eupelmus och familjen hoppglanssteklar.
Artens utbredningsområde är Panama. Inga underarter finns listade i Catalogue of Life.